# 1023 Thomana
Thomana (asteroide 1023) é um asteroide da cintura principal com um diâmetro de 58,27 quilómetros, a 2,8196988 UA. Possui uma excentricidade de 0,1085477 e um período orbital de 2 054,71 dias (5,63 anos).
Thomana tem uma velocidade orbital média de 16,74713137 km/s e uma inclinação de 10,06854º.
Esse asteroide foi descoberto em 25 de junho de 1924 por Karl Reinmuth.